# Macroclinium hirtzii
Macroclinium hirtzii är en orkidéart som beskrevs av Dodson. Macroclinium hirtzii ingår i släktet Macroclinium och familjen orkidéer. Inga underarter finns listade i Catalogue of Life.